# Conopophaga cearae
El jejenero cearense (Conopophaga cearae) es una especie de ave paseriforme de la familia Conopophagidae perteneciente al género Conopophaga. Hasta recientemente era tratada como una subespecie de Conopophaga lineata. Es endémica del noreste de Brasil.

## Distribución y hábitat
Se encuentra en la Serra de Baturité, en el estado de Ceará, noreste de Brasil y localmente desde Rio Grande do Norte hacia el sur hasta Alagoas. Las afinidades con las poblaciones disjuntas del norte de Bahía (norte de la Chapada Diamantina) y Pernambuco (norte del río São Francisco), en fragmentos de bosque en el medio de la caatinga, precisan ser mejor analizadas.
Esta especie es localmente común en el sotobosque de bosques húmedos montanos y también en bosques de tierras bajas y arbustales, entre 300 y 2400 m de altitud.

## Sistemática

### Descripción original
La especie C. cearae fue descrita por primera vez por el ornitólogo estadounidense Charles Barney Cory en 1916 bajo el nombre científico Conopophaga lineata cearae; la localidad tipo es: «Serra de Baturité, Ceará, Brasil».

### Etimología
El nombre genérico femenino «Conopophaga» deriva del griego «kōnōps, kōnōpos»: jején, y «phagos»: comer; significando «que come jejenes»; y el nombre de la especie «cearae», se refiere al estado de la localidad tipo: Ceará, Brasil.

### Taxonomía
Fue originalmente descrita y hasta recientemente tratada como una subespecie del jejenero rojizo (Conopophaga lineata), con base en las similitudes de plumaje de los fenotipos. Sin embargo, ya se sugería que podrían ser especies diferentes con base en las diferencias de vocalización, lo que fue plenamente confirmado por los estudios de filogenia molecular de Batalha-Filho et al (2014) que demostraron que la presente no está cercanamente emparentada con C. lineata y si mucho más próxima al jejenero peruano (Conopophaga peruviana). La separación fue aprobada en la Propuesta N° 684 al Comité de Clasificación de Sudamérica (SACC), y adoptada por las principales clasificaciones. Es monotípica.